# Будник Ліна Василівна
Ліна Василівна Будник (4 грудня 1939; Дніпропетровськ, УРСР, СРСР,  — 11 березня 2015, Київ, Україна) — українська акторка театру та кіно. Заслужена працівниця культури України (1999).

## Життєпис
Народилася 4 грудня 1939 року в Дніпропетровську в сім'ї військовослужбовця. Упродовж 1946-1954 років виховувалась у дитячому будинку. У 1959 році закінчила режисерський факультет Дніпропетровського театрального училища за спеціальністю «режисер художньої самодіяльності», педагог Вартапетов Р. Р. 
У 1959—1961 роках працювала в Чернігівському музично-драматичному театрі імені Т. Г. Шевченка. 
У Київського ТЮГу ім. Ленінського комсомолу (нині — ТЮГ на Липках) у 1961—1981 рр., де зіграла понад 60 ролей. У 1990 році повернулася на роботу в ТЮГ (завідувачка архівом, помічниця режисера, завідувачка трупою, завідувачка режисерським управлінням). З 1961 року працює на радіо, озвучує ігрові та анімаційні фільми.
Ліна Будник успішно знімалась в кіно. За її участі у фондах Національного радіо зберігається чимало дитячих, художніх і науково-освітніх програм. Озвучувала художні фільми та мультфільми.
У 2006 році на фестивалі Відкрита ніч – Дубль 10 Ліна Будник була нагороджена за призом за найкращу жіночу роль (Ніна) у короткометражній стрічці режисера Олександра Хребтова «Оксамитовий сезон».
Померла 11 березня 2015 у Києві.

## Театральний доробок
- Котигорошко — однойменна п'єса А. Шияна,
- Король Матіуш І – однойменна п'єса Я. Корчака,
- Кай – «Снігова Королева» Є. Шварца,
- Лаптєв – «Пляшечки» О. Хмелика,
- Маленький принц — інсценізація однойменної повісті А. Екзюпері,
- Деліх'яр Сурамбук — «Будьте готові, ваша величносте», А. Алексіна,
- Женька – «Брат мій грає на кларнеті», А. Алексіна,
- Минько – «Весняна мадонна» В. Тендрякова та інші.
- Монахиня — «Квіти для Єлизавети» (Новий драматичний театр на Печерську)[3]

## Фільмографія
| Рік       | Фільм                                           | Роль                              |
| --------- | ----------------------------------------------- | --------------------------------- |
| 2015      | Дідочок (короткометражний)                      | Баба                              |
| 2015      | Останній яничар (Росія, Україна)                | Фрося                             |
| 2015      | Погана сусідка (Росія, Україна)                 | господиня кота                    |
| 2015      | Офіцерські дружини (Україна)                    | бабуся Степанида                  |
| 2015      | Повернешся-поговоримо                           | старенька у церкві                |
| 2014      | Дізнайся мене, якщо зможеш                      | епізод                            |
| 2014      | Тільки не відпускай мене (Україна)              | Ольга Олексіївна, сусідка Наташі  |
| 2014      | Так далеко, так близько (Росія, Україна)        | господиня пасіки                  |
| 2014      | Остання електричка                              | мати Смирнова                     |
| 2014      | Поки станиця спить (Росія, Україна)             | Фрося                             |
| 2014      | Пляж (Росія, Україна)                           | цікава бабуся                     |
| 2014      | Перелітні птахи                                 | бабуся в автобусі                 |
| 2014      | Манекенниця                                     | нянечка в дитячому будинку        |
| 2014      | Будинок з ліліями (Росія, Україна)              | жінка з макулатурою               |
| 2014      | Давай поцілуємося (Україна)                     | прибиральниця                     |
| 2014      | Вітряна жінка (Росія, Україна)                  | санітарка                         |
| 2014      | Братські узи (Росія, Україна)                   | сусідка                           |
| 2014      | Брат за брата-3 (Росія, Україна)                | Шубіна, сусідка Хвостової         |
| 2014      | Білі вовки-2                                    | епізод                            |
| 2013      | Я буду чекати тебе завжди (Росія, Україна)      | епізод                            |
| 2013      | Я думав, ти будеш завжди (Україна)              | сусідка                           |
| 2013      | Ти будеш моєю (Росія, Україна)                  | вахтерка                          |
| 2013      | Темні лабіринти минулого (Україна)              | служниця храму                    |
| 2013      | Птах у клітці (Україна)                         | епізод                            |
| 2013      | Полярний рейс (Україна)                         | пацієнтка                         |
| 2013      | Параджанов (Вірменія, Грузія, Україна, Франція) | Євдокія                           |
| 2013      | Осіння мелодія кохання                          | жінка в камері                    |
| 2013      | Звичайна справа (Україна)                       | бабуся з рецептом                 |
| 2013      | Метелики (Україна)                              | тітка Шура, санітарка             |
| 2013      | Любов з випробувальним терміном (Україна)       | епізод                            |
| 2013      | Пастка (Україна, Росія)                         | санітарка                         |
| 2013      | Бідна Liz (Росія, Україна)                      | баба Люба, сусідка Єлизавети      |
| 2012-2013 | Свати-6 (Україна)                               | учасниця сільської самодіяльності |
| 2012      | Перикотиполе (короткометражний)                 |                                   |
| 2012      | Україно, Goodbye! (Пиріг)                       |                                   |
| 2012      | Страшна красуня (Україна)                       | старенька                         |
| 2012      | СБУ. Спецоперація (Україна)                     | консьєржка                        |
| 2012      | Правила життя                                   | жінка на полустанку               |
| 2012      | Порох і дріб (Росія, Україна)                   | сусідка Кольцова                  |
| 2012      | Любов зі зброєю (Росія, Україна)                | Мирослава Степанівна              |
| 2012      | Лист очікування (Росія, Україна)                | епізод                            |
| 2012      | Спокута                                         | бабуся біля під'їзду              |
| 2012      | Жіночий лікар (Україна)                         | Софія Сергіївна                   |
| 2012      | Дорога в порожнечу (Росія, Україна)             | вахтерка в театрі                 |
| 2011-2012 | Я прийду сама                                   | няня Антона                       |
| 2011      | Останній кордон.                                | Галина Сергіївна                  |
| 2011      | Кохання на два полюси (Україна)                 | Тося                              |
| 2011      | Здрастуй, мамо! (Україна)                       | Зінаїда                           |
| 2011      | Дід (Україна)                                   | нянечка в лікарні                 |
| 2011      | Мухтар. Новий слід-7                            | Олена Іванівна, пацієнтка лікарні |
| 2011      | Білі троянди надії                              | епізод                            |
| 2011      | Байки Мітяя (Україна)                           | Семенівна, сусідка Мітяя          |
| 2010      | Чудеса в кепці (короткометражний)               | баба Шура                         |
| 2010      | Коли на південь відлетять журавлі (Україна)     | Варвара Степанівна                |
| 2010      | Брат за брата (Росія, Україна)                  | епізод                            |
| 2009      | Хлібний день (Україна)                          | Клавдія, селянка                  |
| 2009      | Зовсім інше життя (Україна)                     | баба Ганна                        |
| 2009      | Розлучниця (Росія, Україна)                     | епізод                            |
| 2009      | При загадкових обставинах (Україна)             | старенька на лавочці              |
| 2009      | Правила угону (Росія, Україна)                  | дружина ветерана                  |
| 2009      | Згідно із законом (Україна)                     | Людмила Чащєва                    |
| 2009      | Кілька примарних днів (Росія, Україна)          |                                   |
| 2008      | Віддалені наслідки                              | Оксана Седикіна                   |
| 2008      | Зачароване кохання (Україна)                    | бабуся дільничного Федора         |
| 2008      | Карасі (Україна)                                | медсестра                         |
| 2008      | Життя на двох (Росія, Україна)                  | сусідка в селищі                  |
| 2007      | Мухтар. Новий слід-4                            | старенька                         |
| 2007      | Гарний фінал                                    |                                   |
| 2007      | Позаземний (Росія, Україна)                     | Надія Петрівна, теща Семенова     |
| 2007      | Блудний син, блудна мати (Росія, Україна)       | блудна мати (головна роль)        |
| 2006      | Моя дружина хвора на шизофренію (Україна)       |                                   |
| 2006      | Мухтар. Новий слід-3                            | сусідка Ольги                     |
| 2006      | Повернути Віру (Україна)                        | бабуся                            |
| 2006      | Оксамитовий сезон короткометражний              | Ніна                              |
| 2005      | Мухтар. Новий слід-2                            | бабуся Степана                    |
| 2004      | Я тебе кохаю                                    | епізод                            |

## Дублювання та озвучення українською
- «Що на що схоже» (1974, озвучення кіностудії «Київнаукфільм»)
- «Таємниця країни суниць» (1974, озвучення кіностудії «Київнаукфільм»)
- «Казки про машини» (1975, озвучення кіностудії «Київнаукфільм»)
- «Казка про жадібність» (1976, озвучення кіностудії «Київнаукфільм»)
- «Як песик і кошеня мили підлогу» (1977, озвучення кіностудії «Київнаукфільм»)
- «Дощику, дощику, припусти!» (1982, озвучення кіностудії «Київнаукфільм»)
- «Самотній рейнджер» (2013, Бабця; дубляж студії «Le Doyen»)

## Дублювання та озвучення російською
- «Була у слона мрія» (1973, російське озвучення кіностудії «Київнаукфільм»)
- «Зайченя заблукало» (1973, російське озвучення кіностудії «Київнаукфільм»)[10]
- «Півник і сонечко» (1974, російське озвучення кіностудії «Київнаукфільм»)
- «Що на що схоже» (1974, російське озвучення кіностудії «Київнаукфільм»)
- «Таємниця країни суниць» (1974, російське озвучення кіностудії «Київнаукфільм»)
- «Історія з одиницею» (1975, російське озвучення кіностудії «Київнаукфільм»)
- «Казки про машини» (1975, російське озвучення кіностудії «Київнаукфільм»)
- «Казка про жадібність» (1976, російське озвучення кіностудії «Київнаукфільм»)
- «Друзі мої, де ви?» (1987, російське озвучення кіностудії «Київнаукфільм»)